# Трюфель степовий
Трюфель степовий (Terfezia arenaria) — вид грибів роду Терфезіа (Terfezia). Гриб класифіковано у 1851 році.

## Будова
У трюфеля степового плодове тіло бульбоподібне: в одних плодових тіл гладеньке, а в інших дещо зморшкувате. Молоді гриби здаються ніби ясно–буруватими, зрілі — бурі. На теренах Хмельницької області трюфель степовий у діаметрі досягає 15 см, якщо його обережно розрізати ножем, то в середині можна побачити соковиту м'ясисту внутрішню частину, яка має багато багатогранних камер, де сумки
розташовуються ніби хаотично.

## Поширення та середовище існування
Росте у ґрунті, як правило досить близько від його поверхні.

## Практичне використання
Трюфель степовий — цінний їстівний гриб, який, на жаль, за останні 30–40 років став уже маловідомим. У минулому ці гриби мали великий попит, тепер з методикою тихого полювання на цього гриба знайомі лише одиниці грибників–гурманів.